# Pectinia pectinata
Espèce
Pectinia pectinata est une espèce de coraux appartenant à la famille des Merulinidae.